# Щакараву

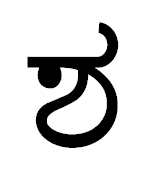
Щакараву

Щакараву (канн. ಶಕಾರವು) — ща, буква алфавита каннада, обозначает глухой альвеоло-палатальный фрикатив [ɕ].
Кагунита: ಶಾ , ಶಿ , ಶೀ , ಶು , ಶೂ , ಶೃ , ಶೆ , ಶೇ , ಶೈ , ಶೊ , ಶೋ , ಶೌ .
Подстрочная форма написания в лигатурах называется щаотту:

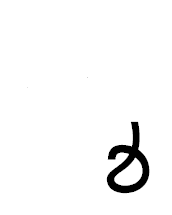
Щаотту (каннада)
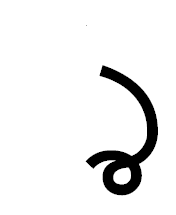
Щаватту (телугу)